# Phare du Fort de Corpo Santo
Le phare du Fort de Corpo Santo est un phare situé dans le Fort de Corpo Santo , dans la municipalité de Santa Cruz da Graciosa, sur la côte nord-ouest de l'île de Graciosa (Archipel des Açores - Portugal).
Il est géré par l'autorité maritime nationale du Portugal à Oeiras (Grand Lisbonne) .

## Histoire
Le Fort de Corpo Santo date du début du XVIIIe siècle et il est aussi connu sous divers autres noms (Fortim da Calheta, Fore da Ponta do Freire, Forte do Freire). En position dominante sur cette partie de la côte, il serait de fortification pour la défense de l'ancien mouillage du village contre les attaques des pirates. Il est resté en bon état et abrite un petit phare.
C'est une petite construction métallique en échelle de 6 m de haut attenante à un petit local technique, le tout peint en rouge. Il y a aussi une petite maison qui devait servir de logement pour le gardien. A une hauteur focale de 14 m au-dessus du niveau de la mer, il émet un éclat rouge toutes les 4 secondes.
Identifiant : ARLHS : AZO034 ; PT-... - Amirauté : D2674 - NGA : 23488 .

### Lien connexe
- Liste des phares des Açores